# ۵۰۰۰۰ (عدد)
۵۰۰۰۰ به حروف پنجاه هزار یک عدد طبیعی است که بعد از ۴۹۹۹۹ و قبل از ۵۰۰۰۱ قرار دارد.